# 谷口規矩雄
谷口 規矩雄（たにぐち きくお）は、日本の東洋史学者（中国史）。大阪大学名誉教授。中国明清史専攻。

## 来歴
- 1935年 奈良市川之上突抜町に生まれる[2]。青々中学校を経て、
- 1958年 神戸大学文学部東洋史学科卒
- 1961年 京都大学大学院文学研究科修士課程東洋史学修了
- 1962年 京都大学大学院文学研究科博士課程中途退学
- 1962年 神戸大学文学部（東洋史学科）助手
- 1970年 東海大学文学部東洋史学科専任講師
- 1973年 金沢大学教養部助教授（歴史学担当）
- 1976年 大阪大学教養部助教授
- 1984年 大阪大学教養部教授
- 1994年 大阪大学文学部教授[3]
- 1995年 大阪大学名誉教授、愛知大学文学部教授（東洋史学）
- 2006年 退任

## 著書
以下、「CiNii 谷口, 規矩雄」による。

### 単著
- 『朱元璋』（中国人物叢書9）人物往来社 1966年
- 『明代徭役制度史研究』同朋舎 1998年

### 共編著
- 『新書東洋史 中国の歴史 4　伝統中国の完成』岩見宏共著 講談社現代新書 1977年
- 『傳統中國的完成 : 明・清』（史學叢書系列33）（劉靜貞譯）稻郷出版社、1998年
- 『中国民衆反乱史3』谷川道雄、森正夫編 平凡社 1982年
- 『アジア歴史研究入門1』島田虔次他編 同朋舎1983年
- 『中国 その国土と市場』（海外市場調査シリーズ15）須藤正親共著 科学新聞社出版局 1983年
- 『明末清初期の研究』岩見宏共編 京都大學人文科學研究所、1989年
- 『アジアの歴史と文化 4 中国史 近世 2』永田英正責任編集 同朋舎出版 1994年
- 『中國通史』（史學叢書系列1）（呉密察, 耿立群, 劉靜貞合譯）稻郷出版社、1990/1993年